# ベリーダンス
ベリーダンス（英語: Belly dance、アラビア語: رقص شرقي ラクス・シャルキー）は古代エジプト発祥であり、中東およびその他のアラブ文化圏でイスラム教が普及する前に発展したダンス・スタイルであり、これらを総称するために造語された呼称である。エジプト、トルコ等、アラブ全域で踊られる。腹部や腰をくねらせて踊る為、欧米ではBelly（腹部）Danceと呼ばれているが、本場のアラビア語ではRaqs Sharqi（東方の踊り）と呼ぶ。13世紀末に建国された当時のイスラム教宗主国であったオスマン帝国（現:トルコ）でも、スルタンのために世界中から集められた女性がハレムにおける教育の一環としてダンスも学んでいたとされており、スルタンのために踊る姿が描かれた絵画も多く残されている。比較的世俗的なエジプトやトルコでは伝統になっているが、音楽や踊り、（女性の）肌の露出を禁忌と考えるイスラーム主義過激派（原理主義者）には懲罰・攻撃対象となっている。
英語直訳すれば「腹おどり」となり、このダンスを踊る者はベリーダンサー (belly dancer) と呼ばれる。

## 歴史

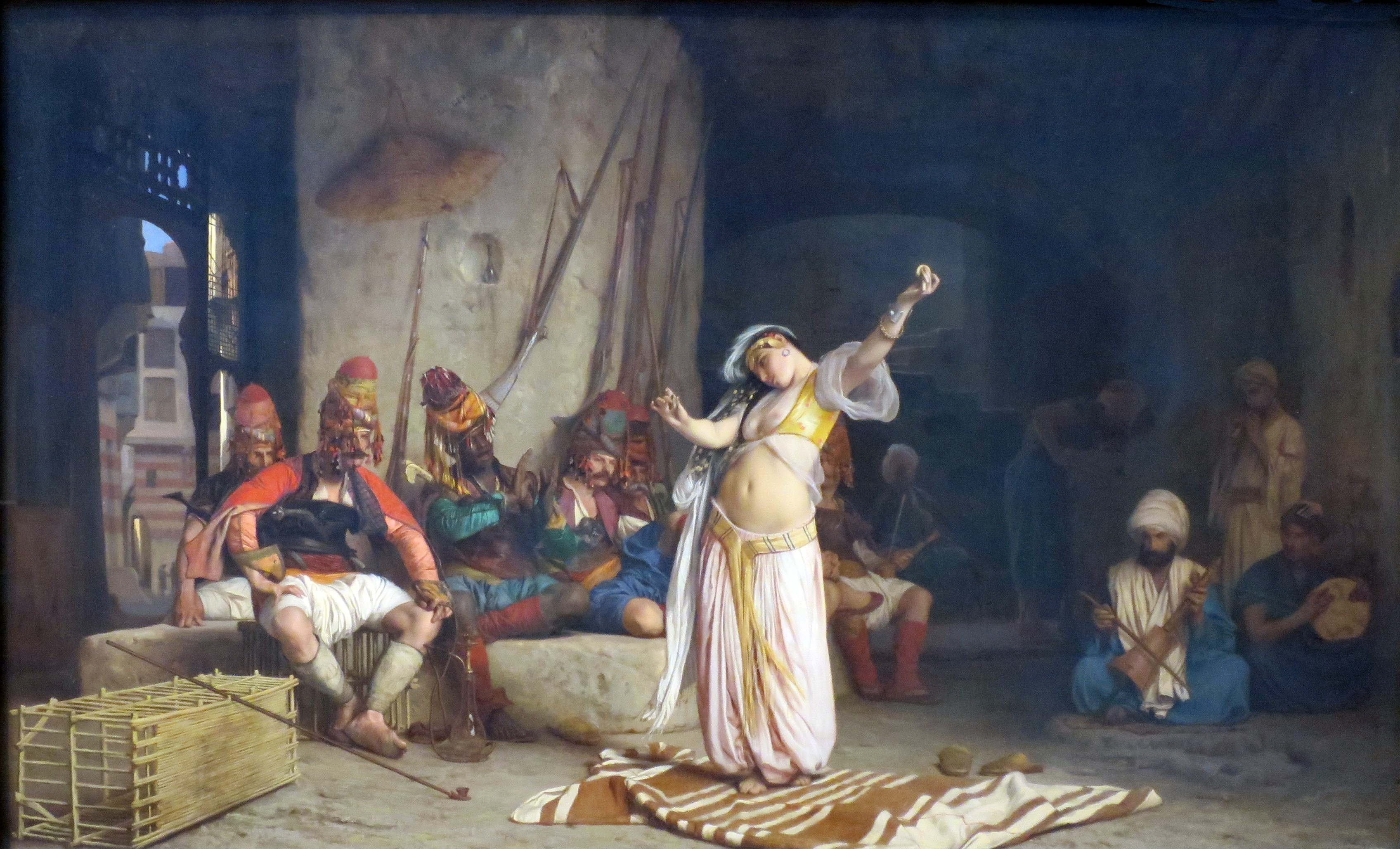
ジャン・レオン・ジェローム作。
19世紀以後の中近東の風物がヨーロッパで使用された。この絵も彼らのイメージする「官能と倦怠」の東方世界を描き出している。

ベリーダンスは、ジャン・レオン・ジェロームの1864年の絵画「アルメの踊り」に登場している 。また、1893年のシカゴ万国博覧会で、英語の「ベリーダンス」という言葉が使用された。
ベリーダンスの起源は諸説あるが、紀元前のエジプトやトルコ、地中海世界、中東、アフリカと関係があるという説や資料が最も多く挙げられている。紀元前5世紀のものといわれるエジプトの墓の壁画には、半裸のダンサー達が描かれており、その姿はベリーダンサーが鏡の前で行う柔軟体操の姿勢に似ている。12世紀から13世紀にかけてのペルシアの細密画の中においてもベリーダンスの描写が見られ、その歴史の長さをうかがわせる。
中東以外の地域においては、18世紀から19世紀に掛けて勃興したロマン主義運動の高まりの中で、オリエンタリズムの芸術家達がオスマン帝国のハレムの生活を解釈して描いた絵画のなかに登場したことにより、一般的に知られるに至った。西洋やアメリカのベリーダンスで形成され続けている他文化混合的な流行は、その活動を通じて今なお進行中である。ベリーダンスは多彩な側面を持つダンスとして、モダン・ファッションや映画・テレビなどの発信するイメージ、ロックやヒップホップの世界観、アンダーグラウンド・サブカルチャー、などの要素が渾然一体となった現代文化を吸収し続けている。

## ベリーダンスの禁止令
ベリーダンスは幾つかの司法権において禁止、あるいは制限を受けてきた。
エジプトでは外国のベリーダンサーに関する禁止令が存在した。それは1年間続いたものの、2004年9月には法令そのものが覆された。

パレスチナ暫定自治政府の新任の文化大臣、アタラー・アブ・アル＝シルバは、ベリーダンスを法令で禁止する計画があることを表明した。

## 形態
使用されるほとんどの基本的なステップやテクニックは、体の部分ごとに分かれた円運動である。腰や肩を床と平行に別々に動かす。「ポップ・ロック」は通常、ダンサーが「シミー」をしなかったときや腰や肩の動きを停止したとき、また柔軟性を生かした離れ業をする際のアクセントとして使用される。この動きによって腹筋を回転させバランスをとり、シフォンヴェールやシルクヴェールなどのさまざまな小道具を支え、籠や剣、鞭のように見せている。

## 衣装
ベリーダンスに用いる衣装は「ベラ」と言う。現在ベリーダンスの衣装としてまず想起されるものは、1930年代のエジプト・ダンサーたちが身にまとい、他の地域へと知れ渡った衣装である。アラビア風やラクス・シャルキー風が知られる。この衣装の特徴は上半身に密着したブラジャー風のトップスで、たいていビーズかコインがブラの周辺に飾られている。腰のベルトにもビーズかコインが飾り付けられている。おもに脚を覆うのはハーレム・パンツ、ストレートタイプのスカート、サーキュラー・スカート、パネル飾りがあしらわれたスカートである。
これが一般的であるのは、20世紀にヴォードヴィルやアメリカン・バーレスクのフーチークーチー、ハリウッドといったハーレム幻想を製品化した人たちが、中東風のドレスよりもこういった「幻想」を優先させたためである。エジプトにおけるナイトクラブのダンサーたちもまたビーズで全面を飾り立てた衣装を身に纏い、バラージ・ドレス（民族衣装）と称してラクス・シャルキー風のルーティーンを踊るようになった。このような装いはアメリカやヨーロッパにおいて、「キャンデラブラ・ダンス」と呼ばれる燭台を頭上に乗せて舞う民族舞踏を踊る際にも着られる。カイロにあるナイトクラブのオーナー、バディア・マサブニは西洋人旅行者の期待に添うために、身体の輪郭を覆い隠し、ダンスのたびに強調されるのはスカーフやお尻に巻かれたベルトくらいであるエジプトの民族衣装よりも、露出度の高いドレスを採用している。
1940年代のエジプト国王、ファールーク1世はロシアのバレエ講師・イヴァノワを娘のダンス教師に雇い、彼女は偉大なダンサーであるサーミア・ガマルにヴェールを舞わせる腕の動きを更に改良するような所作を最初に教えた。この結果、多くのエジプト・ダンサーが音楽の流れている間中ヴェールを使ったダンスを舞うようになった。アメリカにおいてはダンスを構成する一部として3.5ヤードから4ヤードの長さで作られたヴェールが着用されている。

## アラブ文化圏におけるベリーダンス

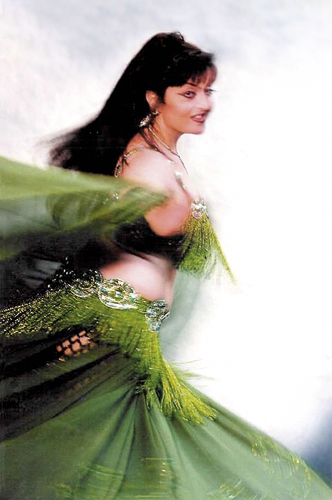
ラクス・シャルキーのダンサー、クリッシャンティ・サハール・シャルフ
(ハイデルベルクにて撮影)

アラブ文化圏ではラクス・シャルキー（Raqs Sharqi　رقص شرقي、「東方の踊り」の意）、ラクス・バラディー（Raqs Baladi　رقص بلدي 「民族舞踏」の意）として知られ、トルコ語ではオルヤンタル・ダンス（Oryantal dansı、「東方舞踏」の意）として知られている。特に「ラクス・シャルキー」と言う言葉の起源はエジプトであるとされる。
ラクス・シャルキーは性別を問わず、通常はひとりで、観衆や個人的に坐っている人間を楽しませるために演じられる。ラクス・シャルキーは身体全体の筋肉運動を用いる。運動によって表現される「語彙」を基礎に置きつつもその表現を推し進め、音楽のリズムによってそれらの語彙を流動的に統合したダンスとされる。踊り手は「ラクス・シャルキー」において、音楽が想起させる感情を内面に湛えたり表現するのである。ここにおいて音楽はダンスの運動の「語彙」やーである。音楽が観衆にもたらすリズムと感情を視覚的なレベルで伝える事が、ダンサーの目的であるとも言える。多くの人がラクス・シャルキーを官能に彩られた、成熟した女性の存在の力を表現するためのダンスとして見る。エジプト以外で、重要とされる様式を持つ国としてはトルコやシリア、レバノンが挙げられる。
今日、中東諸国のダンサー達はさまざまな世界博覧会にてこのダンスを披露し始めるようになった。ダンサーたちの驚くべき技術と演技が衆目に公開され支持を受けたことにより市民権を得始めている。

### エジプトの様式
エジプトのベリーダンスは西洋人が最初に見た様式とされる。ナポレオンがエジプトに侵攻した際、ナポレオン軍はガワーズィー族との遭遇を果たした。ガワーズィー族はプロフェッショナルな芸人集団として、音楽家として生計を立てていた。売春を行う女性たちがいる一方で、ほとんどノマドの様な生活を送りつつも交易ルートを確立した街に居住していた。これに遭遇した当初、フランス人たちは重たげな宝石と髪型に飾り立てられた「野蛮な」踊りを見せる彼らの出現を嫌悪した。しかし、うっとりさせられるような彼らのダンスに自然と惹き付けられていくのにそう時間はかからなかった。
エジプトにおいては、伝統的かつ主流の様式である3つのダンスがベリーダンスと深い関係を持つ。Baladi、Sha'abi、そしてSharqiの3つである。
エジプトスタイルのベリーダンスは、サーミア・ガマールやターヒヤ・カリオカ、ナーイマ・アーケフといった伝説的なダンサーたちが創り上げた基礎に基づくものであり、他のダンサー達はエジプト映画産業の黄金時代と褒め称えている。彼女たちの創り上げた基礎を部分的に継承した後発のダンサーとしてはソハイル・ザーキー、 フィフィ・アブドゥ、ナーグア・ファド、ルーシーとディーナが挙げられる。彼女達はみなエジプトでは人気のあるダンサーたちであり、40歳以上である。この流派においては、若い踊り手はダンスを触媒にして何かを伝えるにはあまりにも乏しい人生経験しか有していないと考えている向きもある。1960年代から80年代にかけて活躍した彼女たちは現在も高い人気を誇り、先達とほとんど変わらない名声と影響力を得ている。

### トルコの様式
子孫繁栄を祈る踊りでもあるため、中東各国では結婚式に欠かせない。肌を見せてはいけないイスラム社会でもベリーダンスは特別。衣装には目玉のお守りがつけられ、青いガラス玉の真ん中に目を描いた「ナザル・ボンジュー」。人の妬みや嫉妬から守ってくれるというトルコのお守り。
ターキッシュ・ベリーダンスの衣装は肌を露わにしたものであり、ダンサーたちは腰より高い位置で留められたベルトに脚を完全に露出させるようなスリットの入ったスカートをしばしば身にまとっていたが、今日のダンサーはエジプト・スタイルを想わせる、淑やかなマーメイドスタイルのスカートを穿いている。ダンサーたちはハイヒールとプラットフォーム・シューズ(厚底靴)を履く事でさらに、ターキッシュ・スタイルである事を強調する。トルコの有名なベリーダンサーとしてはテュレイ・カラカやビルグル・ベライが挙げられる。トルコ人ダンサーは、エネルギッシュで強壮な、体操的ですらあるスタイルと、近年では、ジルと呼ばれるフィンガーシンバルの扱いに精通したダンサーとして知られ、ジルを上手く扱えないダンサーは熟練のダンサーではないともいわれる。ターキッシュ・スタイル独自の要素としては、「12-34-56-789」とカウントする9/8拍子のカルシルマ・リズムも挙げられる。
トルコのベリーダンスはオスマン帝国のスルタンの宮殿にあるハレムに深いルーツを持ってはいたが、今日のトルコのベリーダンスは、エジプトやシリア、レバノンと言った姉妹様式よりも、ロマ民族やローマ人の様式により強く影響を受けたオスマン帝国のラカス（rakkas）から、世界中に知られるオリエンタルダンスへと発展を遂げている。トルコの法律は、エジプトのようにダンサーの踊りの様式や衣装に制限を課さなかった。エジプトでのダンサーたちは舞台活動と腰回りを用いた特定の振り付けを禁じられていたため、トルコのダンサーたちはエジプトのダンサーたちより表面上の表現手段がしばしば豊かである事も見受けられる。トルコ・ダンスがロマ人のルーツに近いままなのは、トルコ人のダンサーや音楽家たちがロマ民族の遺産をそのまま踏襲しているからである。しかしながら、ロマ人の遺産を引き継ぐ人々もまたターキッシュ・オリエンタル・スタイルとは違う独自のスタイルを確立した事も書き留めておかなければならない。
トルコのオリエンタル・ダンスは「チフテテリ」と思われている。これはギリシャ人とジプシーたちがオリエンタル・ダンスの中にそれぞれの音楽様式を混ぜ合わせ、ギリシャ人がベリーダンスをチフテテリと呼んでいた事から生まれた誤解である。トルコのチフェテテリは正確には結婚式の民俗音楽の構成で、結婚式のダンスの陽気なパートで編成されたパートであり、オリエンタルダンスとは結びつかない。

## 西洋におけるベリーダンス
ヨーロッパでは、「オリエンタル・ダンス」「ダンス・オリエンタル」「エキゾチック・オリエンタルダンス」「オリエンタル・ベリーダンス」などの呼び名で知られる。現在の西欧社会において「ベリーダンス」の呼称は、いかがわしい、また完全にそれが誤りとはいえないながらもエロティックな感情を連想させるダンスであるというステレオタイプが支配的である。ベリーダンスの別名である「danse du ventre」は、フランス語の原義に忠実に訳せば「お腹の踊り」というだけでなく「欲望のダンス」ともなる。
西欧諸国において美しくクラシカルなラクス・シャルキーは根強い人気を誇っているが、多くのダンサーはインドや中東、北アフリカなどの民間伝承に拠って承継されているダンス様式やフラメンコにさえ刺激を受けて、それぞれの民族としてのスタイルとアメリカの伝統スタイルを融合させたダンスを創造している。自らの身体に対するイメージ、自尊心、性的暴行からの回復、女性としての同胞意識、そして自己決定に関する問題は世界中に存在する愛好者たちが真摯に取り組んでいる問題である。
中東が西洋列強による植民地主義の対象となっていた時代、西洋の女性の中には中東のダンスを学び、模倣する者も出始めた。マタ・ハリが最も有名な例だが、フランスの作家コレットもそうであった。多くのミュージックホールのパフォーマーたちが「オリエンタルダンス」に従事していたが、時には彼女達の独自の解釈をやめ、本来の民間伝承的なスタイルに立ち返って行うこともあった。偉大なダンサーと言われるルト・セイント・デニスもまた、中東の踊りにインスピレーションを受けたダンサーであった。しかし、彼女のダンスに対するアプローチは西欧舞踏であるバレエのコンテキスト上に異邦の舞踏・「オリエンタルダンス」をおくものであり、彼女の目標はより優れた、敬意を払われるに値する舞踏を創出することにあった。イスラム社会と同様1900年代初頭の欧米社会においても、ダンサーの女性とはモラルに欠けた存在であるとして白眼視されていたためである。

## アメリカにおけるベリーダンス

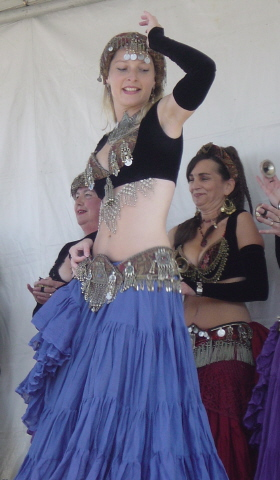
アメリカン・トライバル・スタイルのベリーダンサーたち

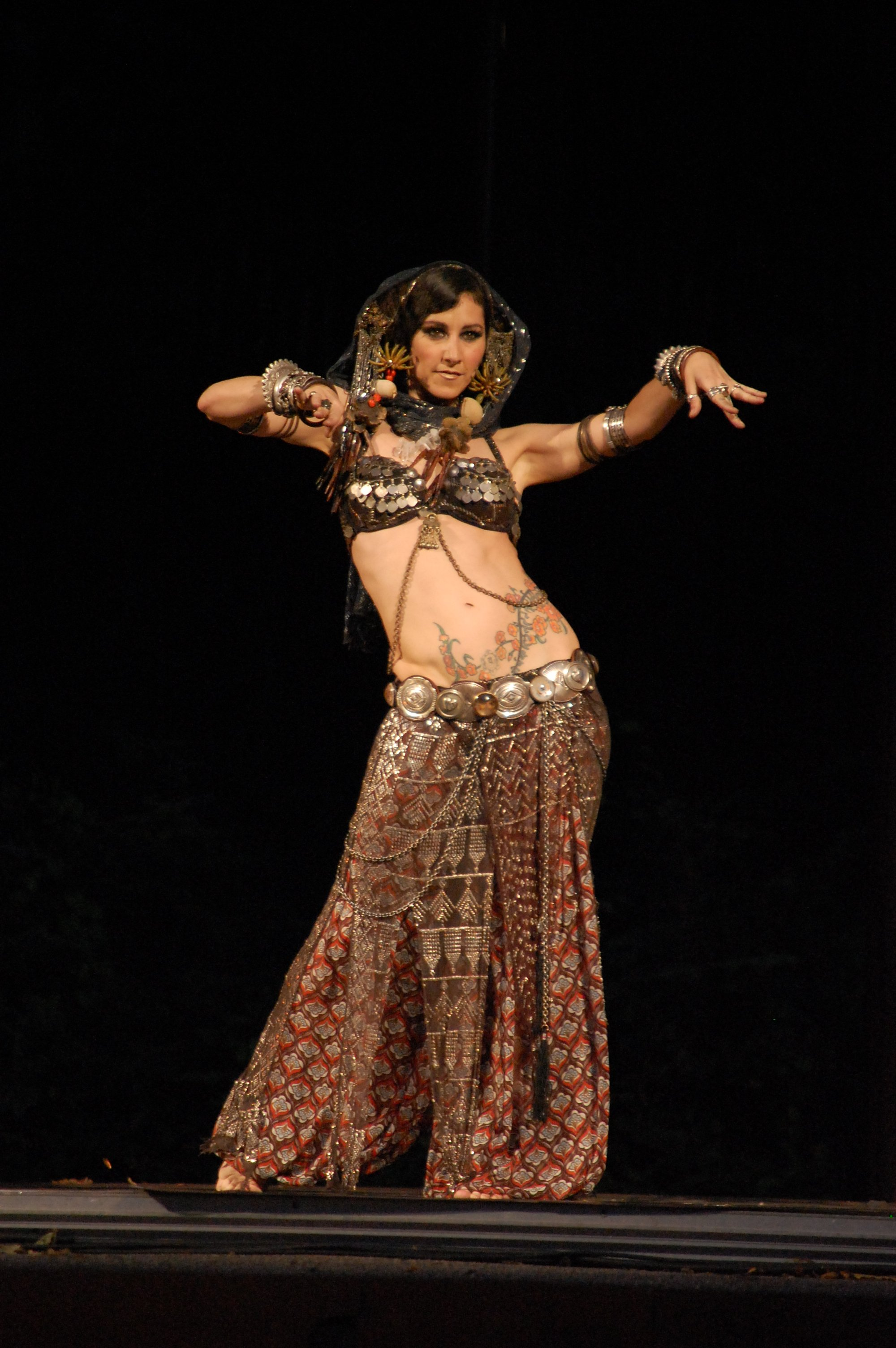
ダンサーのレイチェル・ブライスがアメリカン・トライバル・スタイル・ベリーダンスを踊る姿（2012年撮影）

アメリカ人の熱狂的なファンの中には単に「中東の踊り」と言えばこのベリーダンスであると述べる者もいる。「ベリー・ダンシング」（お腹を使ったダンス）と言う用語は、「Beledi」ないし「Baladi」と呼ばれたダンス・スタイルの用語を誤訳してしまったものと考えられている。アメリカのダンサーはベリーダンスの起源に対して敬意を払いつつ、自らを表現するのに必要なダンスに取り組む中で、探求と創造を続けている。
1876年にフィラデルフィアで開かれた建国百年祭においてアメリカでの日の目を見たベリーダンスは、1893年に開かれたシカゴ万博のディレクター、ソル・ブルームによって一般的に広められ、アメリカ中から注目を浴びる。中東諸国や北アフリカ諸国からやって来た本場のダンサーの中にはシリアからやって来た者、トルコやアルジェリアをルーツにも持つダンサーもいたが、「ストリート・イン・カイロ」と名付けられたエジプト風の劇場で披露されたダンサーたちのアメリカにおける公演は凄まじいまでの悪評を被る。素早いお尻の動きやコルセットを着けないダンサーがいると言う事は、ヴィクトリア朝の感覚が支配していた時代には衝撃的なものとして受け止められたのである。この事は男女隔離・性的自由への抑圧は決してイスラム社会に限定されるものではなく、キリスト教社会にも同様に存在していることを示している。事実、アンソニー・カムストックを始めとする多数派によって「社会にとって抑制されるべき悪習の最たるもの」として攻撃を受けたエジプト・シアターは閉鎖に追い込まれている。しかしながら一般に信じられているような「リトル・エジプト」として知られている踊り手がショーのノウハウを盗み、このダンス様式の普及に努めた…と言う主張を補強する証拠は何処にもない（ドナ・カールトン著:『Looking for Little Egypt』）。写真にも、エジプト・シアターでの公演に言及した幾人かのレビューにもそのようなものはないのである。写真と同じように娯楽記事にもソロ・ダンサーは存在せず、単独でのダンスが存在しない一座としての公演をエジプト・シアターで行ったとの記述が見受けられる、と言うことが事実である。万国博覧会の後、このダンス・スタイルの流行に伴って模造品のベリー・ダンサーが何ダースと言う単位で生み出され、その多くが自らをシカゴ万博に出演したダンサーと自称した。ファリダ・マシャール・スピロポロス、またの名を「リトル・エジプト」として知られる最も有名なダンサーは、万博後もアメリカに留まり「スピロポロス」と言う名のギリシャ人男性と結婚したと言われている。奇妙な話だが、彼女はエジプト人でもアルジェリア人でもなく、シリア人だった。彼女は中東からやって来たが、彼女があの万博の「ストリート・イン・カイロ」で踊っていたダンサーであると言う証拠は何処にもないのである。自らを「リトル・エジプト」と自称した多くのダンサーたちによって舞われたダンスは「Hootchy-Kootchy」や「Hoochee-Coochee」とあだ名され、シミーと身体を震わせるスタイルが特徴だった。バーレスクのショーホールや祭りの余興などにおいて、まがい物のダンサーによってベリーダンス本来の姿について文化的に誤った理解とその誤伝が広まった。
1930年代から1940年代にかけてトルコやイラン、アラブ諸国からの移民のダンサーがニューヨークへと移住を始めた。ダンサーたちはナイトクラブやレストランでそれぞれの踊りのスタイルをミックスしたダンスを披露し始めた。クラシック・キャバレーや、アメリカン・キャバレーと呼ばれたベリーダンスの踊り手は、アナヒッド・ソフィアンやアルテミス・ムーアのような現在名を知られている名手の祖母や曾祖母に当たる人々である。
ベリーダンスの現在の流行は1950年代から1960年代にまで遡る。ニューヨークのような大都市のエスニック・ナイトクラブで、多くのアメリカ人がベリーダンスに親しみはじめた。これらのクラブはギリシャやトルコ、あるいはレバノンやシリアのような地中海沿岸諸国の民族集団に属する人々によって所有・経営され、支援された。この多くのダンサーがギリシャないしトルコをルーツとする者たちであったが、それと同様にアメリカ人も次第に数を増していった。ひとつの例として、ニューヨークの「モロッコ」と呼ばれたダンサーはギリシャタウンの8番街にあるナイトクラブでダンサーとしてのキャリアをスタートさせている。彼女たち、アメリカ人ダンサーは自分たちのパトロンと同じようにギリシャ人やトルコ人のダンサーを見つめ、ダンスを模倣し、自らのダンスを磨いていった。
1960年代後半から1970年代初頭にかけて、多くのベリーダンサーが上流階級のダンスとして自らのダンスを披露し始めた。1960年代後半のアメリカ東部においてダンスの研鑽はより進み、多くの人々が東部の人々を虜にしたダンスに興味を持ち始めた。中東出身や、アメリカ東部出身の人間で構成されたバンドがダンサーを引き連れて巡業することで、音楽を視覚的に表現出来るこのダンスの爆発的ブームに一役買った。この巡業によって、より強くベリーダンスに興味をかき立てられるような美貌のダンサーたちが多く誕生した。ベリーダンス・ムーブメントの深化に伴い、他の名で呼ばれても差し支えなさそうなシンプルな流派がいくつも生まれ、お互いの差異化を図るために異なるダンスを教え合うようなことになってしまう。ベリーダンサーの教師たちはひとつのスタイルを確立する必要に迫られたが、振り付けを教えることでダンサーを再生産出来るような確固とした方法論が見当たらなかったために、ベリーダンスをよりポピュラーなものとするためのスタイルを創り上げることが妨げ続けられている。
ベリーダンスが最も踊られるステージは依然としてナイトクラブである。「民族舞踏」スタイルや「社交ダンス」スタイルなどよりずっとポピュラーなものとして扱われていた。ラクス・シャルキー風ダンスを収めたビデオやDVDの流通もまた同じ事だった。

### アメリカン・トライバル・スタイル・ベリーダンス（ＡＴＳ）
1980年代末、サンフランシスコで『FatChanceBellyDance』と言う団体を創始したキャロリーナ・ネリッキオによって考案された。これは、民族舞踏にインスパイアされたダンスと北部インドや中東地域、そしてアフリカの古代のダンス技法を融合させた「概括的」な表現を試みている。このダンス様式は、従うべきマナーの中にも即興性を盛り込んだ「ステップの持つ語彙」を内在する様式として確立した。純粋なATSはグループで踊られ、フィンガーシンバルである「ジル」を伴奏楽器のように操りながらコーラスを歌う特徴をもつ。ATSにおける音楽は、民族音楽・現代音楽を問わず、衣装も重ね着され、あらゆる文化の影響を融合させた伝統を感じさせる。
ATSは、雑多な様式を吸収したベリーダンスに対して、「トライバル・フュージョン」（民族文化融合）と言う意味を含めた「ベリーダンス・フュージョン」という表現をもつ。現在、最先端を行く「ベリーダンス・フュージョン」のひとつとして、多くのベリーダンスの様式やモチーフを混ぜ合わせ、ゴシック音楽や哲学、ゴシックの生活様式などからインスピレーションを受けた、「未知の闇」を表現する方法を探求する「ゴシック・ベリーダンス」がある（参考リンク）。

## 映画の中のベリーダンス
トーマス・エジソンが1890年代に撮ったいくつかのフィルムの存在がある。1896年の短編映画「Fatima's Dance」（ファティマのダンス）は広くニコロデオン劇場で公開された。しかしそれは「破廉恥（"immodest"）」な活動であるという批判をまねき、結局公の圧力により検閲されることになった。1897年に撮影されたクリシー・シェリダンのターキッシュ・ダンスが含まれた映像と、1898年に撮られたエラ・ローラは、両方ともアメリカ議会図書館に所蔵されオンラインでの閲覧が可能となっている。他のコレクションとしては、1904年に撮られた「ジル」（フィンガー・シンバル）を操りながら「フロアー・ワーク」（板張りの床の上で行うダンス）をこなし、歯の上に椅子を乗せてバランスを取るプリンセス・ラジャの映像がある。加えて、自らをジャワ島からやって来た王女と偽り、第一次世界大戦中にドイツのスパイとして1917年フランス軍に処刑されたマタ・ハリが、ヴォードヴィルやバーレスクでベリーダンスを披露し政治家連中からいかがわしい評判を得ていた事実がある、と言うセンセーショナルな物語もある。ハリウッドはベリー・ダンサーにいくつかの役割を…（解放奴隷の踊りであり、主演たちが会話している間のバックダンサーのための踊りであり、トリックを用いてメインの登場人物を騙す役割の悪女に相応しい踊りであったりと言うような）…与えたのみで、むしろベリーダンサーに対する偏見を助長させるような行動を取り、その名声や評判を手助けするようなことはなかった。今日のダンサーやダンス講師たちがその偏見を打ち砕くのには大変な労力を費やした。偏見をそのまま信じる多くの人が、中東のダンスとしてこの芸術を挙げる最大の理由が、このようにして醸成されたステレオタイプの存在に求められる。

## ベリーダンスとポップカルチャー
「扇情的な動き」がダンスに相応しいとは考えないプロのダンサーは、「ベリーダンサー」と称されるダンサーを含め、ミュージック・ビデオに憤慨する。そしてしばしば、それらが技術に乏しく、その動作が過剰に性的であると考える。プロのベリーダンサーは大抵、こうしたものを「ベリーダンスにインスピレーションを受けたもの」と呼ぶ。
R&Bシンガーのアリーヤは自らの象徴的な動作として、「ベリーロール」と称するベリーダンスを用いており、彼女の多くのミュージック・ビデオの特色となっている。最近では、ベリーダンスとラテンアメリカやモダン・ダンスのスタイルを組み合わせて踊るシャキーラによって、ベリーダンスは広く知られるようになった。彼女の民族的素地の一部であるレバノン系の血が、彼女のベリーダンス・スタイルに強く影響している。他にもビヨンセやリアーナ、ネリー・ファータドやジェシカ・シンプソンなどのシンガーたちも自らのミュージック・ビデオにベリーダンスの要素を取り入れている。

## 健康とベリーダンス
ベリーダンスのもたらす恩恵は精神にも健康にも存在する。ダンスは心肺能力によい働きをもたらし、身体の柔軟性と強靱さを増強させ、胴体や「コア・マッスル（体幹）」を引き締めるが、脚の筋力形成にもよい影響をもたらす。多くのベリーダンス・スタイルは筋肉の「孤立した動き」を強調するため、ダンスを学ぶことで様々な筋肉や独立した筋肉系統の動かし方を習得出来る。ヴェールを使ったダンスは腕や肩、他の上半身の筋肉を鍛えることに繋がり、ジルの演奏は筋力強化と指一本一本をバラバラに動かす事にも繋がる。ベリーダンスは全ての年齢・体型に適したダンスであり、参加する人に応じて肉体的な負荷を選択出来る。
ルーティンの運動を始めるときもそうだが、ベリーダンスのレジュメを始める前には、個人的に医師と相談し、ベリーダンスのインストラクターと自分がこなせる難易度について話をしておくと良い（もちろん、普段から活動的な人より座りっぱなしな生活を送っている人の方が危険である）。多くのベリーダンサーが、その感覚の向上や自らの身体に対するイメージ・自己評価の向上、そして規則正しいルーティーンによってもたらされる大抵は前向きな見通しを、練習を楽しくこなすことによって得ているのである。
また他にも、ベリーダンスの運動は腰周りの筋肉を力強く調和させ、女性はそれを通じて自らの筋肉の働きをよりよく理解する。ベリーダンスの練習は女性の出産に恩恵をもたらしたのだ、と。ダンスに使われるお尻の円運動は出産による疲労感を幾分か和らげるかもしれない。
- スポーツクラブ等のスタジオプログラムにも取り入れられている。

- 痩身

ベリーダンスは女性の肉体の「丸さ」「ふくよかさ」を前面に押し出したスタイルを採り、痩身であることを良しとするダイエット嗜好とは対照的である。芸術的な側面がある一方で、ベリーダンスは健康促進プログラムの一環としても採用されている。循環器系統の完全なトレーニング効果と腹筋の強化をもたらす事が知られて以来、痩せたい男女の間でベリーダンスは急速に広まっている。60分間みっちりと練習をこなすことで、330キロカロリー分のエネルギーが消費されるだろう。その一方、本場のベリーダンサーにはふくよかな体型の人が多く、ダイエットに効くかどうかは疑問である。

## 男性のベリーダンス

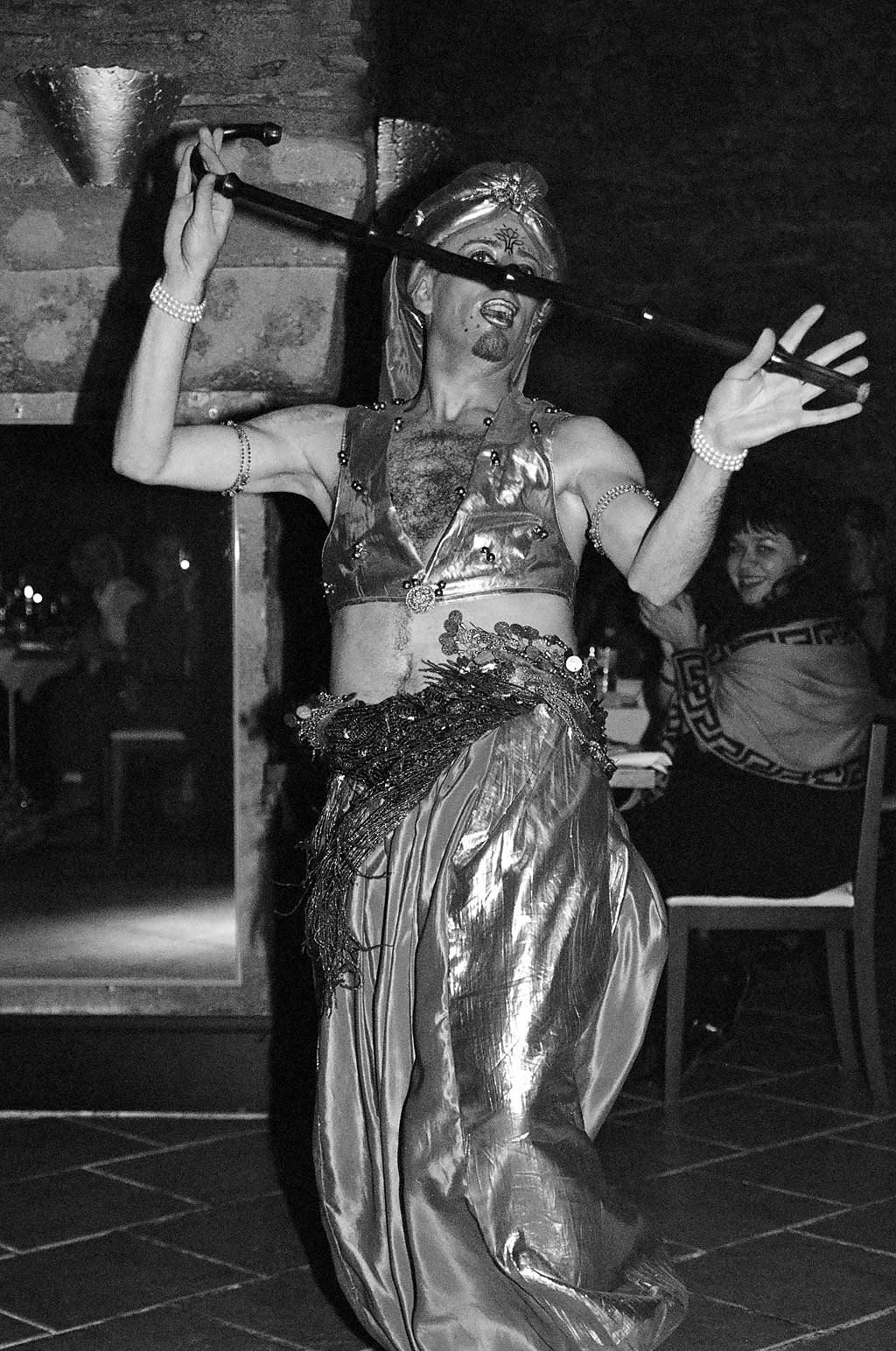
トルコ・イスタンブールの男性ベリーダンサー

ベリーダンスの世界において、多くの人は男性がこの芸術様式に占める場所などなく、歴史的に見ても女性のダンスであるという認識である。ベリーダンスを女性の力を表現するものとして捉える人々や、ダンスをプロフェッショナルな女性の仕事として捉える人々で形成されるコミュニティから時折巻き起こる反論にも拘わらず、世界の男性ダンサーの多くはその受容に力を尽くしている。モロッコのダンサー（カロリーナ・ヴァルガ=ディニク）やタリク・スルタン、ジャスミン・ジャハルと言ったダンサーたちがその証拠を大量に示している。
トルコに存在する細密画は「絵の証拠」であり、オスマン帝国の成立中にはキョチェク (Köçek) と呼ばれる若い男や少年のダンサーたちが公演していた様子が描かれている。彼らは大変良く知られた存在であり、実際に帝国のスルタンが女性ダンサーの一座に加えて男性ダンサーの一座を雇っている（メティン・アンド著:A pictorial history of Turkish Dance）。彼らは広がるようなフラムボヤント・スカートに身を包んで踊りを披露したため、女装しているものと長らく憶測されてきた。しかしながら女性ダンサーと比較しても、この衣装は（女装が目的ではなく）織物の渦巻き文様によってドラマティックな効果を引き出すために着用されているにすぎない、と見てとれる。女性ダンサーはこの時特別な衣装を着てはいないが、全ての女性が「ハーレム・パンツ」とロングスカートからなる服装に、ベルトかショールで風になびくローブを腰の辺りで留めてぴったりとしたベストを覆わせた、普段通りのドレスを着ている。それにもかかわらず、このうちの何人かの男性ダンサーは女装をしているように見える。ダンサーは音楽家や役者と同じように、それほど単純には捉えられないことが理由に挙げられる。シェイクスピアの時代と同じように、女性が公共の場で役者を演じることが許されなかった時代では全てのドラマティックな役柄を男性が演じていた。
当時最高と謳われたダンサー一座が、そう言った慣習をしばしば破ろうと奮闘した事は有名な話である。そのうねりは1830年代の終わり頃までそのようなパフォーマンスを禁じられてきた当然の帰結として、しばしば巻き起こった。結果として一座は自らの名を上げたが、オスマン帝国は斜陽を迎え、それと共に押し進められた近代化と西欧趣味の摂取が、他の帝国やエジプトなどと同じようにイスタンブールの彼らのパフォーマンスの衰退を導いていった。その波は、「観光客の希望」のため…と言う大義名分の下、彼らが本来占めていた場所を女性ダンサーに取って代わられる事態を押し進めていった。コチェック・ダンサーはトルコの田園地帯や、特にカスタマンズ地方でまだ見ることが出来る。彼らはテレビのバラエティ・ショーやDVDに出演することでトルコ中にその存在をアピールし始めている。
アラビア地域でラクス・シャルキーと呼ばれるダンス様式の、現在の「プロフェッショナル・バージョン」は1930年代にエジプトで生み出された。女性的で優雅な美しさとグラマーさの理想的な形式を表現するために、細心の注意が払われた形式となっている。男性ダンサーもまた、ラクス・シャルキーの発展からはやや水をあけられたようなシーンに在りつつも踊り続けている。振り付け師として、ダンス教師として高い名声を得ているダンサーとしてはイブラヒム・アーケフ（有名なダンサー、ナーイマ・アーケフの従兄弟に当たる）やマハムッド・レーダ（エジプトで有名なレーダ劇場のダンサー一座の創設者）などがいる。
男性ベリーダンサーにおけるダンス形式の現在の流行は、イブラヒム・ファラ（ベンシルバニア生まれのレバノン系アメリカ人）、バート・バラディン、ジョン・コンプトンや他何人かのダンサーやダンス教師によって1960年代から1970年代に掛けてのアメリカで始まったものである。今日、男性ベリーダンサーはアメリカのみならず世界各国でその姿を目にするようになった。彼ら、現代のダンサーたちはギリシャやトルコ、レバノンやエジプトと言った中東文化の色濃い地域にも出現し始めている。多くの男性ダンサーが社会的な挑戦と同じレベルで、芸術的なアプローチにも向き合った活動を繰り広げている。さて、衣装の違いや振る舞いの違い、そして男女ダンサー間での議論の対象となっている男女ダンサーに存在する振り付けのダイナミズムの違い、そう言った問題は「存在している」のか「存在する問題として捉えるべき」なのだろうか。

1970年代前半のアメリカやラテン・アメリカ圏で良く知られた男性ダンサーとしてはバート・バラディン、ジョン・コンプトン、セルヒオ、オラシオ・チフェンテス、アミール・オブ・ボストン、アダム・バスマ、イブラヒム・ファラ、ジョシュリィ・シャリフ、アジズ、カマール、アミール・サリブ、ジム・ボズ、そしてタリク・スルタンが挙げられる。彼らのうち何人かはアメリカ生まれであり、他にも中東やヨーロッパからの移民である者がいた。例えばアダム・バスマはロンドン生まれである。ジョシュリィ・シャリフ（エジプト生まれであり、1990年代初頭にアメリカへと移住してきた）はレダ楽団のメンバーであり、当初はエジプト国立舞踏楽団のメンバーだった。マハムッド・レダが指揮し、エジプトの体操オリンピック代表選手だったメンバーで構成されるレダ楽団は既に40年以上に渡って活動を続けている。地球上に存在する他の男性ベリーダンサーはこのダンス様式に衝撃を受けた。特に、現在はドイツに移住し自らのバレエダンサーとしての知識を背景に、中東舞踏の様々な形式にバレエ様式を吹き込むダンスを創造し、ダンサーの性別を問わず大きな衝撃を巻き起こしたオラシオ・チフェンテスがその筆頭として挙げられる。

ニューヨークのタリク・スルタンはダンスにおいて男性が果たした歴史的役割に付いての文章を上梓し、大きな貢献をもたらしている。彼の文章である「Oriental Dance, it isn't just for women any more」はこのテーマに関して歴史的かつ文化的な性格を備えた、正確無比な文献のひとつとして挙げられる。「Choreophobia」の著者であるアントニー・シェイ博士も「The Male Dancer」と言う自らの著書の中で、『ダンスとはまさに女性のものであり、男性ダンサーは女性ダンサーの模倣に過ぎない』と言う作り話の打破に挑んでいる。シェイ博士は、中東のベリーダンス・シーンにおいては男性が社会的なレベルのみならずプロフェッショナルな舞台の上でも同様に、現在も活躍している事を示すために歴史的かつ文化的な論拠を著書内で提示している。紅海のリゾート地、シャム・イル・シェイクで活動するエジプト人男性ダンサー、チト・セイフは世界でもすぐれた技術を持つダンサーである、と言う評判を得ている。

## 日本の主なベリーダンサー
- Asalaya（アサレイヤ）
- Dilara（ディラーラ）
- ILSey（イルセ）
- Izumi（イズミ）
- Kimiya Saleh（キミヤ.サレー）
- Kotomi（コトミ）
- Mina Saleh（ミーナ.サレー）
- Momo（モモ）
- Nadia（ナディア）
- Nami（ナミ）
- RHIA（リーア）
- Runa（ルナ）
- TINA JAME（ティナ ジャメ）

## 題材にした作品
- セクシー田中さん